# Ludność Wałbrzycha
Ludność Wałbrzycha

- 1875 - 11 307[1]
- 1880 - 12 063[1]   (w tym 328 Żydów)[2]
- 1890 - 13 553   (w tym 253 Żydów[2])[1]
- 1925 - 44 111[1]
- 1933 - 46 986   (w tym 195 Żydów[2])[1]
- 1939 - 64 136
- 1946 - 72 976   (spis powszechny)
- 1950 - 93 842   (spis powszechny)
- 1955 - 110 267
- 1960 - 117 209   (spis powszechny)
- 1961 - 119 800
- 1962 - 120 800
- 1963 - 122 700
- 1964 - 124 300
- 1965 - 125 287
- 1966 - 126 100
- 1967 - 125 900
- 1968 - 126 100
- 1969 - 126 000
- 1970 - 125 200   (spis powszechny)
- 1971 - 124 804
- 1972 - 125 600
- 1973 - 127 400
- 1974 - 127 701
- 1975 - 128 064
- 1976 - 128 800
- 1977 - 129 800
- 1978 - 132 100   (spis powszechny)
- 1979 - 132 900
- 1980 - 133 549
- 1981 - 134 299
- 1982 - 135 674
- 1983 - 137 401
- 1984 - 138 037
- 1985 - 138 653   (w tym ok. 250 Żydów)[2]
- 1986 - 140 405
- 1987 - 141 077
- 1988 - 141 033   (spis powszechny)
- 1989 - 141 139
- 1990 - 141 011
- 1991 - 141 161
- 1992 - 140 595
- 1993 - 140 294
- 1994 - 140 022
- 1995 - 139 219
- 1996 - 138 597
- 1997 - 137 829
- 1998 - 136 923
- 1999 - 135 733
- 2000 - 134 720
- 2001 - 133 713
- 2002 - 129 724   (spis powszechny)
- 2003 - 128 809
- 2004 - 127 566
- 2005 - 126 465
- 2006 - 124 988
- 2007 - 123 635   (w tym ok. 40 Żydów)[2]
- 2008 - 122 411
- 2009 - 121 363
- 2010 - 120 197
- 2011 - 120 715
- 2012 - 119 171
- 2013 - 117 926
- 2014 - 116 691
- 2015 - 115 453
- 2016 - 114 568
- 2017 - 113 621
- 2018 - 112 594
- 2019 - 111 356
- 2020 - 105 007
- 2021 - 103 263
- 2022 - 101 857
- 2023 - 101 082

## Powierzchnia Wałbrzycha
- 1995 - 84,79 km²
- 2006 - 84,70 km²